# Nordisk kombineret under vinter-OL 2022 – Hold - Stor bakke og 4x5 km – Herrer
Mændenes holdkonkurrence store bakke og 4×5 km – Herrer i nordisk kombineret ved Vinter-OL 2022 i Beijing, Kina, bliver afholdt den 17. februar 2022 i Kuyangshu Nordic Center and Biathlon Center i Zhangjiakou.

## Resultater

### Skihop
Skihopdelen blev afholdt kl. 16:00.
| Rangering | Bib                    | Land                                                                             | Distance (m)            | Point                         | Tidsdifference |
| --------- | ---------------------- | -------------------------------------------------------------------------------- | ----------------------- | ----------------------------- | -------------- |
| 1         | 8 8–1 8–2 8–3 8–4      | Østrig · Martin Fritz · Johannes Lamparter · Lukas Greiderer · Franz-Josef Rehrl | 121.0 140.0 130.0 141.0 | 475.4 101.2 125.5 121.2 127.5 | –              |
| 2         | 9 9–1 9–2 9–3 9–4      | Norge · Jørgen Graabak · Jens Lurås Oftebro · Espen Bjørnstad · Espen Andersen   | 125.5 131.0 133.5 133.5 | 469.4 112.7 114.6 122.4 119.7 | +0:08          |
| 3         | 10 10–1 10–2 10–3 10–4 | Tyskland · Manuel Faißt · Eric Frenzel · Vinzenz Geiger · Julian Schmid          | 128.5 132.0 133.0 131.5 | 467.0 117.1 108.8 115.6 125.5 | +0:11          |
| 4         | 7 7–1 7–2 7–3 7–4      | Japan · Akito Watabe · Yoshito Watabe · Hideaki Nagai · Ryota Yamamoto           | 125.0 133.5 128.5 135.0 | 466.6 109.1 124.5 111.6 121.4 | +0:12          |
| 5         | 4 4–1 4–2 4–3 4–4      | Frankrig · Mattéo Baud · Gaël Blondeau · Antoine Gérard · Laurent Mühlethaler    | 130.0 111.0 125.5 127.0 | 410.0 114.9 81.4 103.2 110.5  | +1:27          |
| 6         | 2 2–1 2–2 2–3 2–4      | Tjekkiet · Ondřej Pažout · Jan Vytrval · Lukáš Daněk · Tomáš Portyk              | 127.5 120.5 122.0 123.5 | 403.7 105.7 101.2 97.1 99.7   | +1:36          |
| 7         | 5 5–1 5–2 5–3 5–4      | USA · Jasper Good · Taylor Fletcher · Jared Shumate · Ben Loomis                 | 114.5 113.0 128.0 129.0 | 387.1 80.9 85.0 108.1 113.1   | +1:58          |
| 8         | 6 6–1 6–2 6–3 6–4      | Finland · Ilkka Herola · Arttu Mäkiaho · Perttu Reponen · Eero Hirvonen          | 118.0 116.5 123.0 123.5 | 385.1 94.7 87.6 98.7 104.1    | +2:00          |
| 9         | 3 3–1 3–2 3–3 3–4      | Italien · Samuel Costa · Alessandro Pittin · Iacopo Bortolas · Raffaele Buzzi    | 110.5 104.5 116.0 124.0 | 320.1 72.2 64.3 86.4 97.2     | +3:27          |
| 10        | 1 1–1 1–2 1–3 1–4      | Kina · Zhao Zihe · Zhao Jiawen · Guo Yuhao · Fan Haibin                          | 98.0 93.5 81.5 106.5    | 184.7 54.6 47.8 16.0 66.3     | +6:28          |